# Károly Zipernowsky

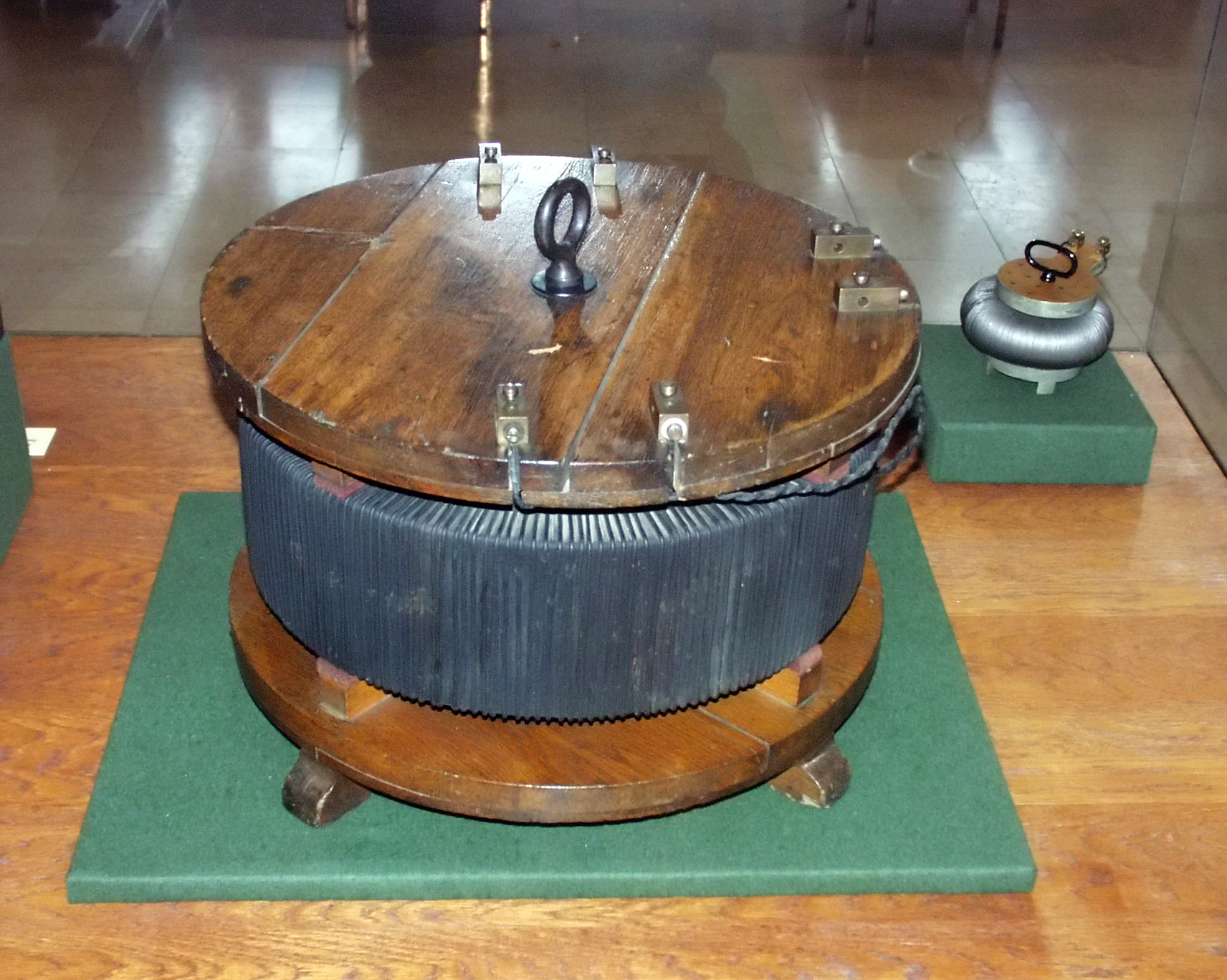
Transformateur de Zipernowsky, Déry et Bláthyde en 1885

Károly Zipernowsky (né le 4 avril 1853 à Vienne et décédé le 29 novembre 1942 à Budapest) est un électrotechnicien hongrois connu pour avoir inventé un nouveau type de transformateur électrique.

## Biographie
Bien que Zipernowsky soit né à Vienne, il fait son lycée et passe son Abitur à Pest. Il travaille ensuite dans une pharmacie à Kecskemét. En 1872, il entre à l'université technique royale József de Buda. En 4e année, il est déjà en contact avec l'électrotechnique, qui est encore naissante, à travers des associations d'ingénieur et d'architecte. C'est sur les bancs de l'université qu'il fait la rencontre d'András Mechwart, le patron de la société Ganz. Ce dernier l'embauche en tant que directeur du département d'électrotechnique en 1878, alors qu'il a 25 ans.
La société Ganz, hongroise à l'origine, travaille dans le domaine de l'électricité. Zipernowsky a pour tâche de développer la production d'énergie en Hongrie. En quelques mois, il fait les plans d'une nouvelle dynamo, une machine en courant continu donc. Elle est fabriquée dans la fonderie de la société. Par la suite, il fait de l'entreprise un des pionniers dans le domaine du courant alternatif hongrois.
En 1882, Miksa Déri, qui est également employé chez Ganz, dépose avec Zipernowsky le brevet d'un générateur de courant alternatif auto-excité. Il est capable d'alimenter les 1 000 ampoules du théâtre national de Budapest, ce qui en fait le troisième théâtre électrifié au monde.
En 1883, un générateur en courant alternatif entraîné par une machine à vapeur de 150 cv est présentée lors de l'exposition internationale d'électrotechnique. Il représente un progrès significatif pour le développement du courant alternatif et donne un certain prestige à la société. Cette machine sert notamment à éclairer la gare Keleti de Budapest.
Toutefois Zipernowsky est surtout connu pour avoir développé avec Miksa Déri et Ottó Titusz Bláthy un transformateur en 1885. Ce dernier est à circuit magnétique fermé, et est ainsi extrêmement proche des transformateurs actuels.
Il vient compléter le « système Ganz » dont Zipernowsky est chargé de coordonné jusqu'en 1893. Une autre réalisation remarquable est la construction combinée d'une centrale électrique et d'une ligne de transmission pour la ville de Rome.
En 1893, il devient professeur d'électrotechnique à l'université technique de Budapest et membre correspondant de l'Académie hongroise des sciences.
Lors de l'année scolaire 1906-1907, l'université se dote d'un bâtiment de physique et d'électrotechnique (aujourd'hui bâtiment F). Zipernowsky y est doté d'un amphithéâtre et d'un laboratoire équipé des machines les plus modernes, en faisant l'un des laboratoires les plus à la pointe en Europe en matière de haute tension. Ces équipements n'ont pas changé d'emplacement depuis.
En 1905, il devient président de la Société hongroise d'électrotechnique. Il cède à cette société la somme de 5 000 couronnes hongroise en 1912, afin que les intérêts de cette somme puissent permettre de délivrer un prix de manière annuelle. Il part de l'association sans dire au revoir, en 1937 lors de l'assemblée sa lettre d'adieu est lue.

## Honneur
L'astéroïde (145075) Zipernowsky porte son nom.